# Перийя, Ги
Ги Перийя Мерсерос (фр. Guy Périllat Merceroz; род. 24 февраля 1940, Анси) — французский горнолыжник, универсал, одинаково хорошо выступавший в слаломе, гигантском слаломе, скоростном спуске и комбинации. Представлял сборную Франции по горнолыжному спорту на всём протяжении 1960-х годов, серебряный и бронзовый призёр зимних Олимпийских игр, двукратный чемпион мира, победитель двух этапов Кубка мира, восьмикратный чемпион французского национального первенства.

## Биография

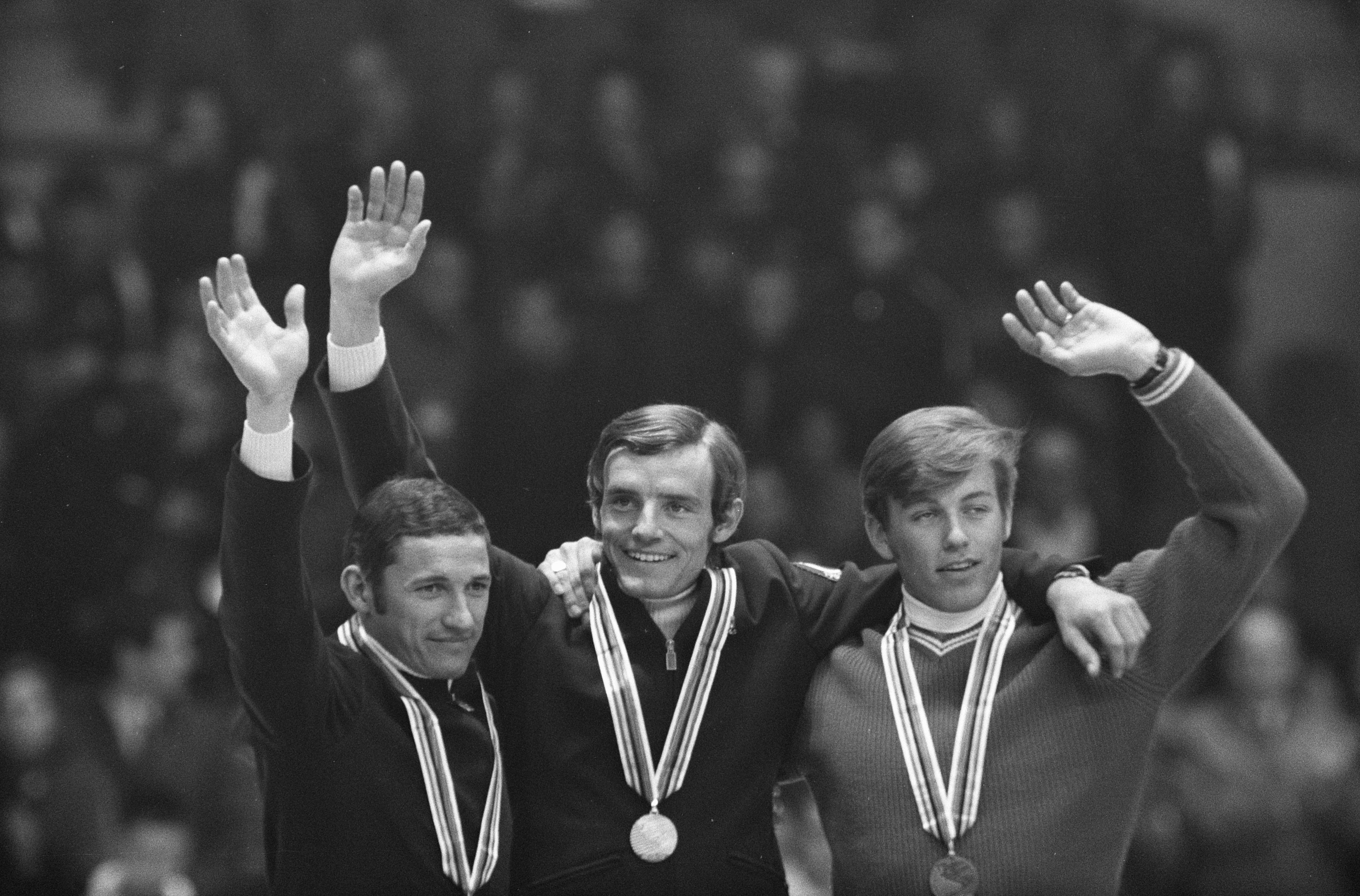
Призёры Олимпийских игр 1968 года в скоростном спуске. Перийя слева

Ги Перийя родился 24 февраля 1940 года в городе Анси департамента Верхняя Савойя, Франция. Проходил подготовку на горнолыжном курорте Ла-Клюза в местном одноимённом лыжном клубе.
Первого серьёзного успеха на взрослом международному уровне добился в 1960 году, когда вошёл в основной состав французской национальной сборной и благодаря череде удачных выступлений удостоился права защищать честь страны на зимних Олимпийских играх в Скво-Вэлли. В слаломе и гигантском слаломе в обоих случаях занял шестое место, тогда как в скоростном спуске финишировал третьим и завоевал тем самым бронзовую олимпийскую медаль, пропустив вперёд только соотечественника Жана Вюарне и немца Ханса-Петера Ланига. Также по сумме трёх дисциплин одержал здесь победу в комбинации, но эта победа пошла лишь в зачёт мирового первенства, но не Олимпийских игр.
В последующие годы, ещё до появления Кубка мира, Перийя выигрывал многие классические соревнования по горнолыжному спорту на крупнейших склонах Европы. По итогам сезона 1961 года газетой L’Équipe был признан лучшим спортсменом Франции. В 1962 году выступил на домашнем чемпионате мира в Шамони, где стал серебряным призёром в слаломе, уступив соотечественнику Шарлю Бозону, и занял шестое место в программе скоростного спуска.
Находясь в числе лидеров горнолыжной команды Франции, благополучно прошёл отбор на Олимпийские игры 1964 года в Инсбруке — на сей раз попасть в число призёров не смог, показал двенадцатый результат в слаломе, закрыл десятку сильнейших в гигантском слаломе и стал шестым в скоростном спуске.
В 1966 году побывал на мировом первенстве в Портильо, откуда привёз награды серебряного и золотого достоинства, выигранные в слаломе и гигантском слаломе соответственно.
Принимал участие в Олимпийских играх 1968 года в Гренобле — в слаломе результата не показал, был дисквалифицирован на второй попытке, в то время как в гигантском слаломе стал четвёртым, а в скоростном спуске выиграл серебро, проиграв только Жан-Клоду Килли.
Впоследствии Ги Перийя оставался действующим спортсменом вплоть до 1969 года. Кубок мира появился уже на закате его спортивной карьеры, но он всё же успел добиться здесь некоторых успехов: семь раз поднимался на подиум, в том числе на двух этапах одержал победу. Является, помимо всего прочего, восьмикратным чемпионом Франции по горнолыжному спорту.